# International Securities Identification Number
International Securities Identification Number (ISIN) är en kod som är avsedd att entydigt identifiera ett värdepapper. ISIN-koden utgörs av en alfanumerisk följd om tolv tecken. Koden har tre komponenter: den inleds med en tvåställig landskod enligt ISO-6166-standarden, därefter följer en nioställig alfannumerisk svit och därefter en kontrollsiffra som, medelst Luhn-algoritmen, beräknas från de elva föregående tecknen. Swedbanks akties ISIN-kod är t.ex. SE0000242455.

## Kommentar till kontrollsiffran
Bokstäverna i koden ersätts med A=10, B=11 etc., innan Luhn-algoritmen tillämpas.

Exempelrutin i Python som avgör om en ISIN-kod har korrekt kontrollsiffra:
```
import
 
re

def
 
isin_check
(
s
):

	
if
 
not
 
bool
(
re
.
search
(
"^[A-Z]
{2}
[A-Z\d]
{9}
\d$"
,
 
s
)):

			
return
 
False

	
d
=
dict
(
zip
(
map
(
str
,
 
xrange
(
10
))
 
+
 
		
map
(
chr
,
 
xrange
(
ord
(
'A'
),
 
ord
(
'Z'
)
+
1
)),
 
map
(
str
,
 
xrange
(
36
))))

	
p
=
re
.
compile
(
"|"
.
join
(
d
.
keys
()))

	
r
=
p
.
sub
(
lambda
 
x
:
 
d
[
x
.
group
()],
 
s
)

	
return
 
(
sum
(
map
(
lambda
 
x
:
 
x
%
10
 
+
 
x
/
10
,

		
[
int
(
r
[
i
])
*
((
i
+
(
len
(
r
)
+
1
)
%
2
)
%
2
 
+
 
1
)
 
for
 
i
 
in
 
xrange
(
len
(
r
))])))
 
%
 
10
 
==
 
0

```